# Helmut Oeller
Helmut Oeller (* 19. Oktober 1922 in Würzburg; † 24. Januar 2016 in München) war ein deutscher Fernsehdirektor.

## Leben
Helmut Oeller studierte Germanistik und wurde 1951 an der Universität Würzburg mit einer Dissertation über Joseph von Eichendorff promoviert. Er begann seine Tätigkeit beim Bayerischen Rundfunk (BR) im Jahr 1953 als Assistent des Fernsehdirektors Clemens Münster. 1960 wurde er Leiter der Hauptabteilung Produktion Fernsehen, ein Jahr später Fernsehbeauftragter des Intendanten Christian Wallenreiter. 1964 wurde Oeller Direktor des von ihm entwickelten Studienprogramms, von ihm stammte auch die Idee für den Kinder- und Jugendfernsehwettbewerb Prix Jeunesse. 1967 ging das Telekolleg auf Sendung. Oeller war zwischen 1971 und 1987 Fernsehdirektor des Bayerischen Rundfunks und war für das gesamte Fernsehprogramm des BR sowohl innerhalb der ARD als auch für das Regionalprogramm im ersten und das so genannte „Studienprogramm“ im dritten Sendernetz verantwortlich, das ab 1978 zu einem Vollprogramm ausgebaut wurde.
Oeller gehörte mit dem Mandat des BR zu den Gründern der Hochschule für Fernsehen und Film in München. Oeller lehrte dort nebenberuflich ab 1967 als Professor und leitete die Abteilung Dokumentarfilm und Fernsehpublizistik, 1984 wurde er Präsident der Hochschule und war dies bis 1996. Er gehörte der Medienkommission ARD/ZDF an und nahm Aufsichtsratsmandate bei der Telepool GmbH und der Bayerischen Rundfunkwerbung GmbH wahr. 
1988 wurde er mit dem Großen Bundesverdienstkreuz ausgezeichnet.

## Kontroversen
Oeller vertrat innerhalb der ARD die politischen und gesellschaftlichen Positionen der katholischen Kirche sowie der CSU, deren Mitglied er auch war, und koppelte das Übertragungsnetz des BR wiederholt aus dem ARD-Programm aus. So wurde am 22. Mai 1986 die satirische Sendung Scheibenwischer von und mit Dieter Hildebrandt in Bayern nicht ausgestrahlt. Bereits 1972 wurde eine regierungskritische Sendung der von Hildebrandt mitgegründeten Münchner Lach- und Schießgesellschaft mit dem Titel „Der Abfall Bayerns“ im Freistaat nicht übertragen, da Oeller diese nicht mit seinem künstlerischen Gewissen vereinbaren konnte. Auch bei der bundesweiten ARD-Erstausstrahlung von Rosa von Praunheims Filmdrama Nicht der Homosexuelle ist pervers, sondern die Situation, in der er lebt im Januar 1973 wurde auf Oellers Veranlassung ein Ersatzprogramm gesendet. Eine Ausstrahlung der damals vom Norddeutschen Rundfunk importierten Sesamstraße und der dort dargestellten sozialen Konflikte lehnte er ab, da es „in Deutschland keine unterprivilegierten Schichten gibt“. Außerdem könnten sich „deutsche Kinder mit den in der Sendung auftretenden Negern nicht identifizieren“. 1979 blendete sich das Bayerische Fernsehen aus der Übertragung der mit acht Emmy-Awards ausgezeichneten US-amerikanischen Serie Holocaust – Die Geschichte der Familie Weiss aus. Dies rechtfertigte Oeller 2007 in einem Fernsehinterview als „demokratische Entscheidung im System“.

## Auszeichnungen
- 1971: Bayerischer Verdienstorden
- 1983: Bundesverdienstkreuz 1. Klasse
- 1985: Bayerische Verfassungsmedaille in Silber
- 1987: Komturkreuz des Päpstlichen Ritterordens des Heiligen Gregor des Großen
- 1988: Großes Bundesverdienstkreuz